# Quần đảo Calamian

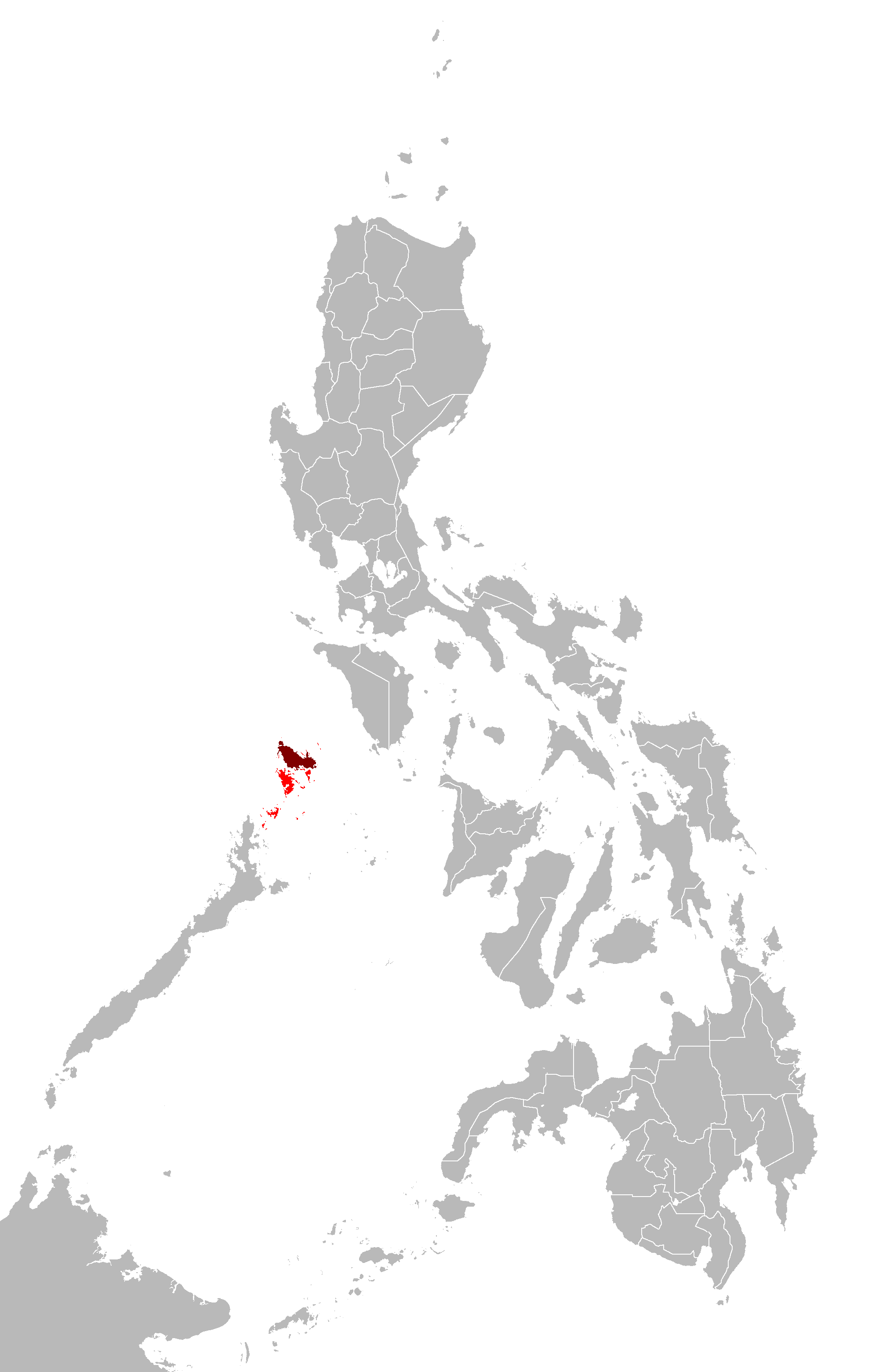
Bản đồ Philippines với quần đảo Calamian màu đỏ và đảo Busuanga(nâu sẫm).

Calamian là nhóm đảo ở tỉnh Palawan của Philippine bao gồm các đảo:
- đảo Busuanga
- đảo Coron
- đảo Culion
- đảo Calauit
- và một số đảo mới khác